# Jægerens sommerliv
Jægerens Sommerliv (Deens voor Het zomerse leven van een jager) is een compositie van Niels Gade. Het bestaat uit een tweeluik van gedichten die door de Deense componist van muziek zijn voorzien. Die teksten zijn geschreven door Henrik Hertz en luiden:
1. Jeg gik mig i den dunkle skov (Ik ging het donkere bos in)
2. Der var så favrt under lindens  løv (Het is zo mooi onder de bladeren van de linde).